# Phyllachora saurauiae
Phyllachora saurauiae är en svampart som beskrevs av Chardón ex Petr. 1950. Phyllachora saurauiae ingår i släktet Phyllachora och familjen Phyllachoraceae.   Inga underarter finns listade i Catalogue of Life.